# Alziro Zarur
Alziro Abrahão Elias David Zarur (Rio de Janeiro, 25 de dezembro de 1914 — Rio de Janeiro, 21 de outubro de 1979) foi um jornalista, radialista, poeta e escritor, fundador e primeiro presidente da Legião da Boa Vontade.

## Biografia
Filho de imigrantes árabes - Ássima e Elias Zarur - foi aluno brilhante do Colégio Dom Pedro II e já nesse tempo demonstrava seu pendor para o jornalismo e para a liderança: depois de escrever em todos os órgãos do colégio, fundou o próprio jornal (O Atalaia) e foi chamado para dirigir o órgão oficial, Boletim do Colégio Pedro II.
Aos 15 anos, ingressou como jornalista profissional no matutino A Pátria, de João do Rio, sob a direção de Diniz Júnior.
Dono de uma voz tocante, participou da chamada "Era de Ouro" do rádio brasileiro. Criou os programas Enciclopédia Literária, Você não tem consciência!, Gatinhos e Sinucas, Teatro de Gente Nova, Policial Zarur e As Aventuras de Sherlock Holmes. Transcrevendo a obra de Arthur Conan Doyle para a linguagem radiofônica, Zarur lançou o programa policial educativo no país, encerrando todas as produções com a sentença: "O Bem nunca será vencido pelo Mal".
Tendo sido criado por sua avó no catolicismo romano e frequentado diversos círculos religiosos - templos protestantes, centros espíritas, sociedades positivistas, etc. - Zarur afastou-se dos círculos sociais durante um ano, entre 1948 e 1949, vivenciando um "exílio espiritual" para planejar, em pormenores, a obra que viria a fundar.
Assim, em 4 de março de 1949, criou o programa A hora da Boa Vontade na Rádio Globo. O programa, de forte cunho religioso, destinava-se principalmente aos doentes do corpo e da alma. Obteve índices estrondosos de audiência, mas foi muito criticado por pessoas do meio radiofônico, que viam a iniciativa de Zarur ora como um mero modismo, ora como fanatismo, ou ainda como maneira de projetar-se para futuros empreendimentos políticos.
Em 1º de janeiro de 1950, fundou a Legião da Boa Vontade, com o objetivo de promover o diálogo inter-religioso e contribuir para o desenvolvimento solidário por meio de ações nas áreas social, educacional, cultural e filosófica.
Com o estabelecimento da LBV, Zarur iniciou a Cruzada de Religiões Irmanadas, em prol da união das crenças, na busca pela paz. Teve adesão de diversos padres, pastores, líderes espíritas e lideranças de outros segmentos doutrinários. No entanto, oito anos depois abandonou o projeto dessa Cruzada alegando o despreparo das autoridades religiosas para o ecumenismo. Porém, sua preocupação em respeitar as diferentes religiões foi reconhecida pelo Vaticano. Zarur recebeu do núncio apostólico Dom Sebastião Baggio a medalha do Papa Paulo VI, "por serviços prestados à causa do Ecumenismo".
Em 1958, casou-se em cerimônia na Igreja Ortodoxa, religião de seus pais. A partir desta mesma data, concentrou a atuação da LBV na promoção da caridade.
Pelas ondas da Rádio Mundial, controlada por ele mesmo, Zarur motivou por todo o Brasil a formação de grupos particulares que promoviam ações beneficentes em nome da LBV.
Concedeu entrevistas em todas as emissoras de TV da época. Realizou programas culturais, dentro da série O Povo Quer Saber e O Show é Zarur, respondendo sobre os mais variados assuntos, com auditórios lotados. Dava grande ênfase ao mandamento de Jesus Cristo: Amai-vos uns aos outros como eu vos amei.
Na Rádio Mundial, de 1956 a 1966, divulgou toda a Bíblia, de meia em meia hora, durante as 24 horas do dia, fato único em todo o mundo.
Em 1965, quando o Rio de Janeiro comemorava 400 anos de sua fundação, Zarur foi homenageado com o título de "Radialista do IV Centenário". Recebeu também, com mais nove descendentes de sírios e libaneses, a Condecoração da Liga dos Estados Árabes (LEA), das mãos de seu ministro plenipotenciário.
Atendendo ao pedido dos senadores Petrônio Portella e Nelson Carneiro, analisou a Lei de Diretrizes e Bases para o Ensino, sugerindo que ela fosse complementada por uma Lei de Diretrizes e Bases para a Educação, baseada em valores morais e princípios espirituais.
Sócio remido da Associação Brasileira de Imprensa (ABI) e da Associação Brasileira de Radiodifusão (ABR) e um dos pioneiros do Sindicato dos Jornalistas, Zarur criou a Associação Brasileira de Cronistas Radiofônicos (ABCR). Também lançou, em outubro de 1975, os fundamentos da Academia Brasileira de Escritores de Televisão, Rádio e Imprensa (Abetri).
Em 24 de junho de 1964, fundou uma espécie de partido político - o PBV, Partido da Boa Vontade - que, no entanto, nunca chegou a funcionar como verdadeiro partido. O partido nasceu para "atender a uma exigência espiritual do povo brasileiro" segundo Zarur, que pretendia se lançar à presidência em 1965. O PBV foi cassado , por força do art. 18 do Ato Institucional nº 2, de 27 de outubro de 1965, juntamente com vários outros partidos.
Em outubro de 1973, proclamou em Maringá a instalação na Terra da Religião de Deus, a 4ª Revelação de Deus aos homens - as demais haviam sido a revelação a Moisés, a revelação a Jesus Cristo e a revelação dos espíritos superiores a Allan Kardec.
Zarur também fundou a Agência Paz Promoções, que passou a ser responsável pelos lançamentos literários da LBV. Em 1976, Alziro Zarur sagrou-se campeão mundial de permanência no ar, com a impressionante marca de 33 mil audições.
Alziro Zarur morreu em 21 de outubro de 1979, em sua residência no Leblon, de ataque cardíaco.